# Harry Dexter White

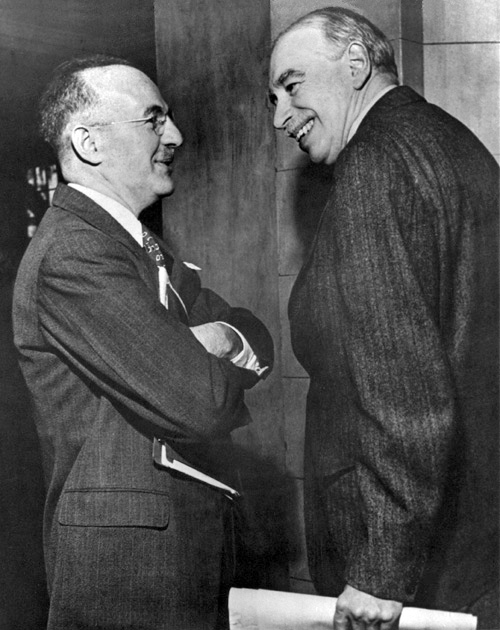
Harry Dexter White (links) met John Maynard Keynes

Harry Dexter White (Boston, 9 oktober 1892 - Fitzwilliam (New Hampshire), 16 augustus 1948) was een Amerikaanse econoom en een hoge ambtenaar van het United States Department of the Treasury. Hij was de hoogste Amerikaanse ambtenaar tijdens de in 1944 gehouden conferentie van Bretton Woods. Naar verluidt domineerde hij de conferentie en wist hij als vertegenwoordiger van de Verenigde Staten zijn visie over de naoorlogse financiële instituties op te leggen tegen de bezwaren van de Britse onderhandelaar John Maynard Keynes in. Na de oorlog werd White de voornaamste architect van het Internationaal Monetair Fonds en de Wereldbank.
Hij werd ervan beschuldigd een Sovjet-spion te zijn. Na het openen van de archieven uit de Sovjet-Unie bleek dat dit inderdaad het geval was.
- Biblioteca Nacional de España: XX5625492
- Bibliothèque nationale de France: cb124279926 (data)
- Gemeinsame Normdatei: 128550678
- International Standard Name Identifier: 0000 0000 8219 075X
- Library of Congress Control Number: nr94034702
- Mathematics Genealogy Project: 209457
- National Archives and Records Administration: 10575964
- Nationale Bibliotheek van Israël: 987007288325105171
- Nederlandse Thesaurus van Auteursnamen: 071456198
- SNAC: w6v70nxz
- Système universitaire de documentation: 102421579
- Virtual International Authority File: 37008370
- WorldCat: E39PBJgXcjWTfPTPQTjcQrjt8C